# Parc provincial d'Hecla/Grindstone
Pour les articles homonymes, voir Hecla et Grindstone.
Le parc provincial d'Hecla/Grindstone (anglais : Hecla/Grindstone Provincial Park) est un parc provincial du Manitoba de 1 084 km2 situé sur les rives du lac Winnipeg.

## Géographie
Le parc est situé au sud-ouest du lac Winnipeg, à 165 km au nord de Winnipeg. Le parc a une superficie de 1 084 km2, mais seulement 364,2 km2 sont considérés comme aire protégée, entre autres les zones de la culture du foin, de l'exploitation des tourbières et de la pêche commerciale qui est autorisée dans le reste du parc,.
Le parc est presque entièrement situé sur le territoire non-organisé de la division No. 18, à l'exception de l’extrême sud-ouest qui est inclus dans la municipalité rurale de Bifrost.

## Histoire
Les Ojibwés occupaient la région avant la venue des Européens. L'Est de l'île Black était reconnu pour ses rencontres annuelles de chamans. Plusieurs preuves archéologiques comme des cimetières et des caches ont été trouvées sur l'île. L'île Black est toujours utilisée par les Ojibwés pour la cueillette, la chasse et leurs rassemblements.

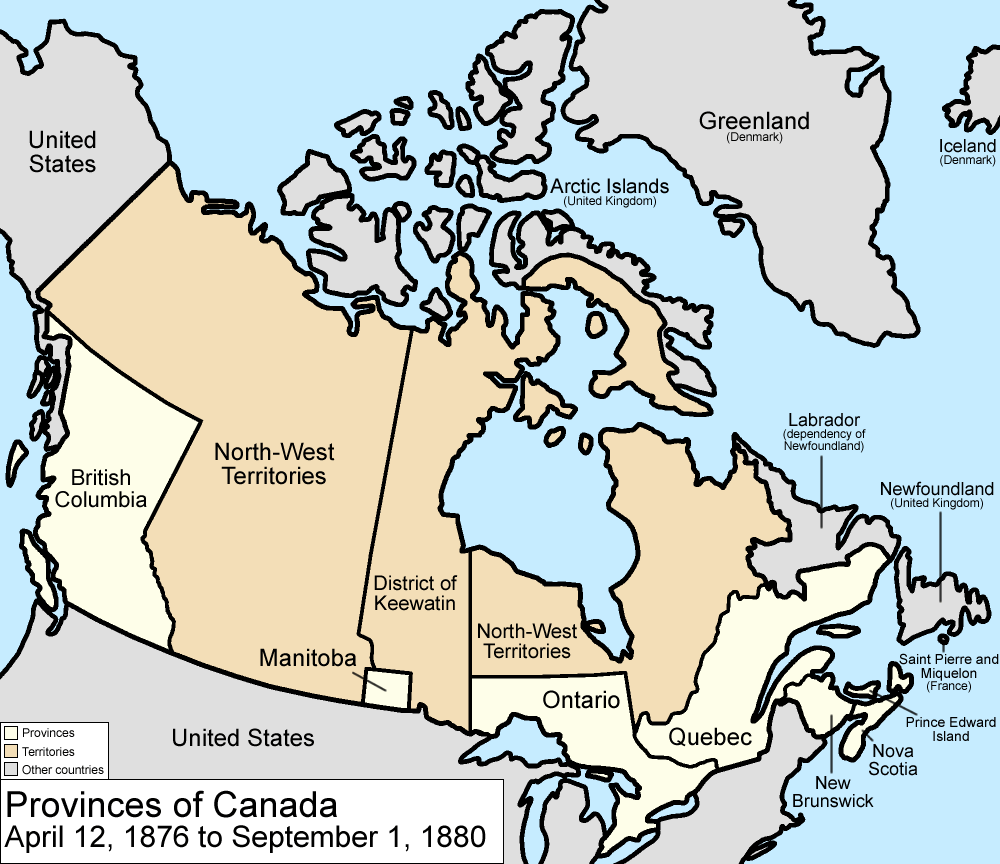
Canada en 1876

L'île d'Hecla (islandais : Mikley) n'a pas été habitée par la première vague d’immigration provenant de l'Islande en 1875. L'île fut colonisée par la principale vague de colonisation, qui était composée d'Islandais provenant du nord et de l'ouest de l'île. Contrairement à la situation actuelle, l'île était située dans le district de Keewatin et ne fut incorporée au Manitoba, avec les autres colonies de la Nouvelle-Islande, qu'en 1881. Les colons s'installèrent principalement dans le site actuel du village d'Hecla du côté est de l'île, à l'exception de quelques-uns qui optèrent pour le côté marécageux de l'île. Ce dernier côté fut finalement abandonné en raison des inondations fréquentes. Le côté est de l'île fut subdivisé en une longue série de lots en rangées de 400 m de large par une profondeur de 1 600 m. Les nouveaux colons vivaient principalement de la pêche, bien qu'ils pratiquaient aussi la foresterie.